# Huta (rejon zdzięcielski)
Huta (biał. Гута) – wieś na Białorusi położona w rejonie zdzięcielskim, w obwodzie grodzieńskim. 
W latach 1921–1926 znajdowała się w gminie Pacowszczyzna, w powiecie słonimskim, w województwie nowogródzkim następnie, w latach 1926-1929 miejscowość znajdowała się w gminie Kozłowszczyzna, po czym w latach 1929-1939 należała do gminy Kuryłowicze, przy czym gmina przez cały czasy należała do tego samego powiatu i województwa.